# Buljong

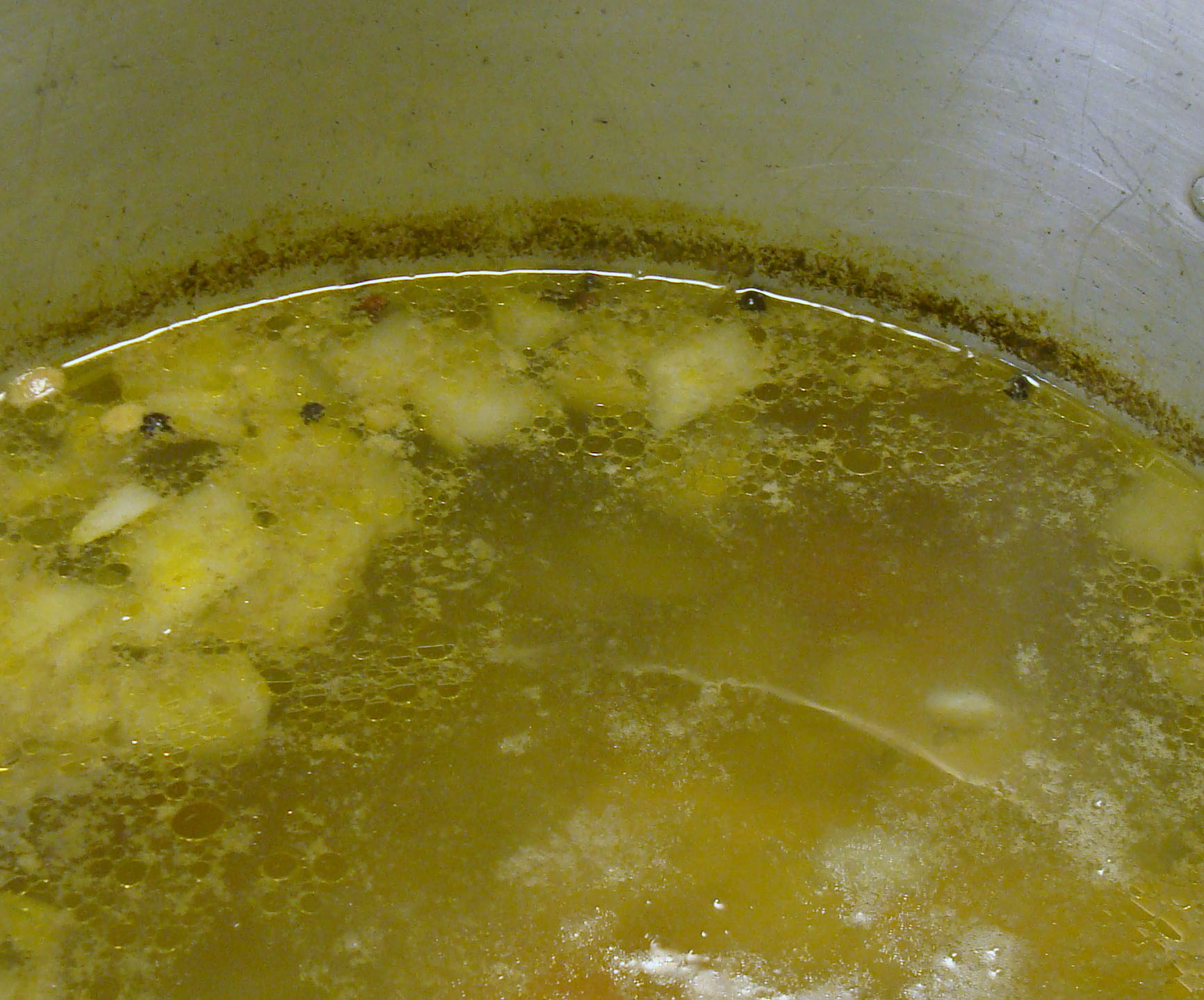
Kokning av köttbuljong.

Buljong (franska: bouillon, av bouillir, koka) är ett avkok på kött, fisk eller vegetabilier. Buljong är grunden till soppor, såser med mera som man tillsätter för att få mer smak.
Vid styckning av kött, fågel och fisk sparas ben, parure, puts, senor, bindväv, fett, hinnor, skinn, fenor och huvud. Sedan används detta till buljong och sky. När man gör buljong är det viktigt att man kryddar och smakar av hela tiden. Att skumma buljongen är också viktigt. Buljong kokas på många olika råvaror: nötkött (vanligen kallad köttbuljong), kalv, höna, fisk, svamp och grönsaker.
En buljong kompletteras med aromgivande grönsaker, exempelvis morot, lök, rotselleri, palsternacka. Vanligen väljer man grönsaker efter den färg man vill uppnå. Ljusa grönsaker ger ljus buljong och mörkare grönsaker (och rostade) ger mörk buljong. En köttbuljong kokas normalt i fyra–fem timmar, men det kan variera beroende av vad man har i. På köksfranska kallas resultatet fond. Det franska ordet boullion avser en klar soppa, kallas också consommé.

## Typer av buljong

### Köttglasyr
Köttglasyr (köksfranska: glace de viande) är en koncentrerad köttbuljong. En buljong, vanligen på ox- eller kalvben, som kokas ner (reduceras) kraftigt så att den får en tjock och trögflytande konsistens. Köttglasyr används för glasering av köttbitar eller som smaksättare i såser.

### Vegetabilisk buljong
Många buljonger är vegetariska, och kan vara mycket olika. Man kan ha i olika slags grönsaker, eller tillaga dem på olika sätt. Grönsaksbuljonger kan användas till fågelbröst, diverse soppor, fiskfiléer, skaldjur, blötdjur, kalvkött, grönsaker och allt efter smak.

### Buljongtärningar
Buljongtärningar (och pulver) har sedan 1900-talets början till stor del ersatt annan buljong som ett billigare och bekvämare alternativ. Buljongtärningar består av dehydrerad buljong och torkade grönsaker, salt, natriumglutamat, kryddor och fett (vanligen härdat). Oftast anges en tärning räcka till en halvliter vatten. Smaken skiljer sig från hemkokt buljong, inte minst på grund av den mycket högre salthalten.
Buljongtärningar finns i ett stort antal varianter, bland annat grönsaks-, höns-, fisk- och köttbuljong.